# Емил дю Боа-Реймон
Емил дю Боа-Реймон (на немски: Emil du Bois-Reymond) е германски физиолог. Роден е през 1818 година в Берлин и е потомък на хугеноти. Той е един от основоположниците на електрофизиологията и откривател на потенциала на действие на нервите. Умира през 1896 година в Берлин.